# Stan e Jan Berenstain
Stan (Filadelfia, 29 settembre 1923 – Solebury Township, 26 novembre 2005) e 
Jan Berenstain (Filadelfia, 26 luglio 1923 – Solebury Township, 24 febbraio 2012) sono stati due scrittori e illustratori statunitensi più conosciuti per la creazione della serie di libri per bambini Berenstain Bears e Blair indaga.

## Biografia
Stanley (Stan) Berenstain è nato il 29 settembre 1923, in un quartiere ebraico ovest di Filadelfia, e morì di cancro il 26 novembre 2005 a Solebury Township in Pennsylvania. Jan Berenstain è nata Janice Grant il 26 luglio 1923, a Filadelfia, ma è cresciuta in West Philadelphia nel Radnor. Il duo si è unito durante il loro primo giorno di lezione presso la Scuola di Philadelphia dell'Arte Industriale nel 1941 e si sposarono cinque anni dopo, il 13 aprile 1946.
In un'intervista sui libri, i Berenstain hanno detto che un grande motivo dietro la loro ispirazione sono state alcune difficoltà con i genitori. Insieme hanno prodotto il fumetto Suor dal 1953 al 1955. Hanno pubblicato il loro primo libro con lo pseudonimo "Berenstain Bears" nel 1962 e con l'aiuto del capo delle pubblicazioni per bambini Random House. Theodor Geisel (Dr. Seuss) hanno creato un franchising che oltre ai libri produsse serie televisive e giocattoli.

## Opere
- The Berenstains' Baby Book (1951, MacMillan)
- Sister (1952, Schuman cartoons)
- Tax-Wise (1952, Schuman)
- Marital Blitz (1954, Dutton)
- Baby Makes Four (1956, MacMillan)
- It's All in the Family (1958, Dutton)
- Lover Boy (1958, MacMillan)
- And Beat Him When He Sneezes (1960, McGraw Hill)
  - Have a Baby, My Wife Just Had a Cigar (1960, Dell, retitled reprint)
- Bedside Lover Boy (1960, Dell)
- Call Me Mrs. (1961, MacMillan)
- It's Still in the Family (1961, Dutton)
- Office Lover Boy (1962, Dell)
- The Facts of Life for Grown-ups (1963, Dell)
- Flipsville-Squareville (1965, Delacorte)
- Mr. Dirty vs. Mrs. Clean (1967, Dell)
- You Could Diet Laughing (1969, Dell)
- Be Good or I'll Belt Ya! (1970, Dell)
- Education Impossible (1970, Dell)
- How to Teach Your Children about Sex without Making a Complete Fool of Yourself (1970, Dutton)
- Never Trust Anyone Over 13 (1970, Bantam)
- How to Teach Your Children about God without Actually Scaring Them out of Their Wits (1971, Dutton)
- Are Parents for Real? (1972, Bantam)
- The Day of the Dinosaur (1987, Random House, First Time Readers)
- After the Dinosaurs (1988, Random House, First Time Readers)
- What Your Parents Never Told You about Being a Mom or Dad (1995) parenting advice
- Down A Sunny Dirt Road (2002) autobiography
- The Berenstain Bears and The Bear Essentials (2005) parenting advice